# Leptagrion garbei
Leptagrion garbei – gatunek ważki z rodziny łątkowatych (Coenagrionidae). Endemit wschodniej Brazylii; stwierdzony w stanach Alagoas i Bahia. Słabo poznany, po raz ostatni odłowiono okazy w 1963 roku.